# Ferqui Soroco
Ferqui Soroco — автобус особо малого класса, выпускаемый испанским производителем Ferqui с 2000 года. Базовой моделью для Soroco стала Mercedes-Benz Sprinter.

## Описание
Первоначально Ferqui Soroco выпускался в Великобритании в рамках дилерского соглашения Ferqui с Optare. В 2012 году соглашение было расторгнуто.
С 2014 года автобус Ferqui Soroco выпускается в рамках сотрудничества с Connaught PSV. В сентябре 2015 года начался выпуск модификации Soroco DL с удлинённой колёсной базой.
По состоянию на 2018 год, компания Ferqui выпускает около 35 автобусов Soroco.